# Vidame

Rangkrone eines Vidame

Vidame (zusammengesetzt aus vice und dominus; lateinisch an Stelle und Herr) ist ein eher seltener französischer Adelstitel. In Deutschland war die entsprechende Bezeichnung Vitztum oder Vitzthum.
Der Vidame war ursprünglich derjenige, der die Streitkräfte eines Bischofs kommandierte und in dessen Namen einige feudale Rechte ausübte. Das Amt wurde im 7. Jahrhundert geschaffen, war im 9. Jahrhundert noch nicht gefestigt und oft von einem Geistlichen wahrgenommen, während der Avoué (Vogt), der den Vidame manchmal ablöste, immer ein Laie war. Im 10. Jahrhundert war der Vidame ein Titel, der mit bestimmten Lehen verbunden und damit erblich war. Daran änderte sich nichts, als die Aufgaben, die mit dem Titel verbunden waren, nicht mehr wahrgenommen wurden, weil der König und die Bischöfe sich darauf verständigt hatten, das Amt jedes Inhalts zu entkleiden.
Der Titel wurde in den üblichen Adelstitel integriert und als dem Vicomte gleichwertig angesehen.
Man kennt das Amt des Vidame:
- im Bistum Amiens: der Vidame d’Amiens besaß das Gebiet um Picquigny. Der Titel ist in der Familie der Herzöge von Luynes erblich.
- im Bistum Beauvais: der Vidame de Beauvais besaß das Gebiet um Gerberoy. Im 13. Jahrhundert fiel er an den Bischof zurück.
- im Bistum Chartres: der Vidame de Chartres besaß das Gebiet um La Ferté-Arnault (auch La Ferté-Vidame genannt). Der bekannteste Titelträger war Louis de Rouvroy, duc de Saint-Simon
- im Bistum Genf: der Vidame de Geneve Kantons Genf in der Schweiz.
- im Bistum Laon: der Titel Vidame de Laon wurde in zahlreichen Familien getragen darunter die Roye, La Rochefoucauld, Béthune und Gontaut
- im Bistum Le Mans: der Titel Vidame du Mans gehörte zur Familie Angennes de Rambouillet
- in der Normandie: der Titel Vidame de Normandie wurde in zahlreichen Familien getragen, darunter die Pavilly, Esneval und Dreux
- im Erzbistum Reims: der Titel des Vidame de Reims war im Haus Châtillon erblich.
- im Bistum Sarlat: Antoine Paul Jacques de Quélen de Stuer de Caussade (1706–1772), duc de La Vauguyon, prince de Carency, pair de France, wurde auch Vidame de Sarlat genannt.

Der Titel Vidame war auch ein Höflichkeitstitel. So wurde z. B. der Titel des Vidame de Limoges Ende des 18. Jahrhunderts von den du Mas de Paysac, marquis de Payzac getragen.

## Orte
- La Ferté-Vidame (Département Eure-et-Loir)
- Meslay-le-Vidame (Département Eure-et-Loir)
- Molliens-Vidame (seit 1972 Molliens-Dreuil, Département Somme)